# Atalanta Bergamasca Calcio 2024-2025
Questa voce raccoglie le informazioni riguardanti l'Atalanta Bergamasca Calcio nelle competizioni ufficiali della stagione 2024-2025.

## Stagione

### Calciomercato
L'Atalanta, reduce dalla storica vittoria dell'Europa League nella stagione precedente e ritornata dunque in Champions League dopo due anni, accoglie il portiere Patrício quale nuovo dodicesimo uomo in sostituzione del partente Musso, passato all'Atlético Madrid, e rinforza la retroguardia con i difensori Kossounou dal Bayer Leverkusen, Godfrey dall'Everton, Bellanova dal Torino e lo svincolato Cuadrado dall'Inter. Il centrocampo viene rimpinguato con gli arrivi di Brescianini dal Frosinone, Sulemana dal Cagliari e Samardžić dall'Udinese; mentre nel reparto offensivo giungono Zaniolo dall'Aston Villa e Retegui dal Genoa.
Sul fronte partenze, gli orobici fanno registrare la loro seconda cessione più redditizia di sempre, vendendo il centrocampista Koopmeiners ai rivali della Juventus a fronte di un corrispettivo di 51 milioni di euro più bonus. Lasciano il club anche due pilastri difensivi della formazione bergamasca quali Palomino e Hateboer, che si accasano rispettivamente al Cagliari e al Rennes; nonché il terzino Zortea, ceduto anch'egli alla squadra isolana insieme all'attaccante Piccoli e all'esterno Adopo, questi ultimi due trasferitisi con la formula del prestito con diritto di riscatto; il trequartista Mirančuk, acquistato dall'Atlanta United; il centravanti Touré, prelevato dallo Stoccarda dopo un solo anno tra le file atalantine, e i giovani Okoli e Cambiaghi, passati a titolo definitivo a Leicester City e Bologna.

### Avvenimenti
L'annata sportiva si apre ufficialmente il 14 agosto con l'impegno in Supercoppa UEFA: allo stadio Nazionale di Varsavia, l'Atalanta viene tuttavia sconfitta per 2-0 dagli spagnoli del Real Madrid, detentori della Champions League 2023-2024.
Nonostante la caduta in ambito europeo, coadiuvata al grave infortunio occorso al centravanti Scamacca durante la preparazione estiva, i bergamaschi centrano il successo all'esordio in campionato, battendo nettamente il Lecce in trasferta. Nelle successive due partite, gli orobici subiscono però altrettante battute d'arresto per mano di Torino e Inter, palesando inaspettatamente alcune difficoltà, dovute soprattutto all'ambientamento di molti dei nuovi acquisti. Al rientro dalla sosta per le nazionali, la squadra di Gasperini ritrova la vittoria in campionato, avendo la meglio in casa sulla Fiorentina, cui segue tuttavia una clamorosa sconfitta interna ad opera del neopromosso Como, oltre che un pareggio esterno contro il Bologna e un largo trionfo casalingo sul Genoa; mentre sul fronte continentale, la Dea fa registrare un pari contro l'Arsenal nel suo match d'apertura della rinnovata Champions League ed una seguente vittoria sul campo neutro dello Šachtar. 
Di rientro dalla seconda sosta di ottobre per le nazionali e sospinta dalle reti del neoacquisto Retegui, una rediviva Atalanta inanella una serie di cinque successi consecutivi in campionato, tra i quali spicca quello ottenuto all'11ª giornata contro la capolista Napoli allo stadio Diego Armando Maradona, che la proiettano al secondo posto in classifica, a pari merito con Inter, Lazio e Fiorentina, ad un solo punto dagli stessi partenopei; mentre in ambito europeo, i bergamaschi riprendono il loro cammino in Champions League con un pareggio in casa contro il Celtic ed un trionfo in trasferta ai danni dello Stoccarda, risultando essere inoltre l'unica formazione, insieme ai conterranei dell'Inter, a non aver subìto alcun gol nelle prime quattro gare della competizione. Dopo il terzo ed ultimo stop annuale per la UEFA Nations League, i nerazzurri riprendono la loro marcia in campionato e battono anche Parma, Roma e Milan, balzando così al primo posto della graduatoria a discapito del Napoli, sconfitto nel frattempo dalla Lazio durante la 15ª giornata; mentre sul fronte confederale, gli orobici hanno nettamente la meglio in trasferta sullo Young Boys, ma devono poi arrendersi ai campioni in carica del Real Madrid, i quali si impongono cinicamente a Bergamo ed infliggono loro la prima debacle europea stagionale. Grazie alla seguente vittoria sul campo del Cagliari, i lombardi centrano tuttavia il decimo successo consecutivo in campionato e consolidano la testa della classifica sulle inseguitrici Napoli e Inter. Con una partita da recuperare contro la Juventus, l'Atalanta chiude il girone d'andata al terzo posto, per la prima volta in assoluto con 40 o più punti. Nel girone di ritorno, seppur rimanendo in zona Champions, il cammino dei bergamaschi è altalenante, con una sconfitta per 2-3 col Napoli che fa perdere loro contatto con il terzo posto, e in seguito alternano pareggi senza reti in casa contro Cagliari e Venezia a goleade fuori casa contro Empoli e Cagliari, entrambe per 0-5, e una vittoria schiacciante contro la Juventus a Torino per 0-4. L'Atalanta poi subisce tre sconfitte consecutive negli scontri diretti con Inter, Fiorentina e Lazio che fa cadere la squadra a -10 dal secondo posto e fa sperare le avversarie, compreso il Bologna, comunque tenuto a distanza con lo scontro diretto vinto per 2-0.

## Divise e sponsor
Lo sponsor tecnico è per l'ottava stagione consecutiva Joma. Gli Official Sponsor sono Acqua Lete e Radici Group mentre il Back Sponsor è Gewiss.
| Casa | Trasferta | Terza maglia | Natale |

## Organigramma societario
Area direttiva
- Presidente: Antonio Percassi
- Co-Chairman: Stephen Pagliuca
- Amministratore delegato: Luca Percassi
- Consiglieri: Joseph Case Pagliuca, Luca Bassi, David Benjamin Gross-Loh, Mario Volpi
- Collegio sindacale: Claudia Rossi (Presidente), Giambattista Negretti (Sindaco Effettivo), Piero Albani (Sindaco Effettivo)
- Organismo di vigilanza: Niccolò Bertolini Clerici (Presidente), Ascensionato Carnà, Roberto Gatti

Area organizzativa
- Direttore generale: Umberto Marino
- Direttore operativo: Roberto Spagnolo
- Direttore Amministrazione, Controllo e Finanza: Valentino Pasqualato
- Segretario generale: Marco Semprini
- Segretario Sportivo: Pietro Bertino Colleoni
- Team manager: Mirco Moioli
- Coordinatore Area Biglietteria-Slo: Marco Malvestiti
- Ticketing Manager: Michele Filosa
- RSPP: Massimiliano Merelli
- Responsabile Sviluppo Risorse Tecniche: Fabio Gatti

Area comunicazione e marketing
- Responsabile comunicazione: Elisa Persico
- Responsabile Comunicazione Sportiva: Andrea Anselmi
- Responsabile Ufficio Stampa: Andrea Lazzaroni
- Direttore Marketing e Commerciale: Romano Zanforlin

Area tecnica
- Direttore Sportivo: Tony D'Amico
- Collaboratore Area Tecnica: Gabriele Zamagna
- Allenatore: Gian Piero Gasperini
- Allenatore in seconda: Tullio Gritti
- Collaboratore tecnici: Mauro Fumagalli, Cristian Raimondi
- Preparatori atletici: Domenico Borelli, Gabriele Boccolini, Giacomo Milesi
- Match Analysts: Luca Trucchi, Stefano Brambilla
- Preparatore dei portieri: Massimo Biffi

Area sanitaria
- Coordinatore area medica: Riccardo Del Vescovo
- Medico sociale: Carmine Stefano Poerio
- Fisioterapisti: Umberto Improta, Marcello Ginami, Omar Souaada, Francesco Palvarini
- Nutrizionista: Danilo Azara

## Rosa
Rosa e numerazione aggiornate al 5 gennaio 2025
| N. |                           | Ruolo | Calciatore                     |
| -- | ------------------------- | ----- | ------------------------------ |
| 1  | Argentina (bandiera)      | P     | Juan Musso                     |
| 2  | Italia (bandiera)         | D     | Rafael Tolói (capitano)        |
| 3  | Costa d'Avorio (bandiera) | D     | Odilon Kossounou               |
| 4  | Svezia (bandiera)         | D     | Isak Hien                      |
| 5  | Inghilterra (bandiera)    | D     | Ben Godfrey                    |
| 5  | Austria (bandiera)        | C     | Stefan Posch                   |
| 6  | Ghana (bandiera)          | C     | Ibrahim Sulemana               |
| 7  | Colombia (bandiera)       | C     | Juan Cuadrado                  |
| 8  | Croazia (bandiera)        | C     | Mario Pašalić                  |
| 9  | Italia (bandiera)         | A     | Gianluca Scamacca              |
| 10 | Italia (bandiera)         | A     | Nicolò Zaniolo                 |
| 11 | Nigeria (bandiera)        | A     | Ademola Lookman                |
| 13 | Brasile (bandiera)        | C     | Éderson                        |
| 15 | Paesi Bassi (bandiera)    | C     | Marten de Roon (vice capitano) |
| 16 | Italia (bandiera)         | D     | Raoul Bellanova                |
| 17 | Belgio (bandiera)         | A     | Charles De Ketelaere           |

| N. |                                 | Ruolo | Calciatore        |
| -- | ------------------------------- | ----- | ----------------- |
| 19 | Albania (bandiera)              | D     | Berat Djimsiti    |
| 20 | Paesi Bassi (bandiera)          | D     | Mitchel Bakker    |
| 22 | Italia (bandiera)               | D     | Matteo Ruggeri    |
| 23 | Bosnia ed Erzegovina (bandiera) | D     | Sead Kolašinac    |
| 24 | Serbia (bandiera)               | C     | Lazar Samardžić   |
| 25 | Italia (bandiera)               | C     | Federico Cassa    |
| 27 | Italia (bandiera)               | C     | Marco Palestra    |
| 28 | Portogallo (bandiera)           | P     | Rui Patrício      |
| 29 | Italia (bandiera)               | P     | Marco Carnesecchi |
| 31 | Italia (bandiera)               | P     | Francesco Rossi   |
| 32 | Italia (bandiera)               | A     | Mateo Retegui     |
| 42 | Italia (bandiera)               | D     | Giorgio Scalvini  |
| 44 | Italia (bandiera)               | C     | Marco Brescianini |
| 46 | Italia (bandiera)               | C     | Alberto Manzoni   |
| 70 | Italia (bandiera)               | C     | Daniel Maldini    |
| 77 | Italia (bandiera)               | C     | Davide Zappacosta |

## Calciomercato

### Sessione estiva(dal 1/7 al 1/9)
| Acquisti         | Acquisti             | Acquisti         | Acquisti                                                      |
| R.               | Nome                 | da               | Modalità                                                      |
| ---------------- | -------------------- | ---------------- | ------------------------------------------------------------- |
| P                | Rui Patrício         |                  | svincolato                                                    |
| D                | Nadir Zortea         | Frosinone        | fine prestito                                                 |
| D                | Ben Godfrey          | Everton          | definitivo (10 milioni €)                                     |
| D                | Raoul Bellanova      | Torino           | definitivo (25 milioni €)                                     |
| D                | Odilon Kossounou     | Bayer Leverkusen | prestito (5 milioni €) con diritto di riscatto (25 milioni €) |
| D                | Albert Navarro       | Barcellona       | definitivo (2 milioni €)                                      |
| C                | Ibrahim Sulemana     | Cagliari         | definitivo (9 milioni €)                                      |
| C                | Marco Brescianini    | Frosinone        | prestito (2 milioni) con obbligo di riscatto (10 € milioni)   |
| C                | Juan Cuadrado        |                  | svincolato                                                    |
| C                | Lazar Samardžić      | Udinese          | prestito con obbligo di riscatto (20 milioni €)               |
| A                | Charles De Ketelaere | Milan            | riscatto prestito (22 milioni €)                              |
| A                | Nicolò Zaniolo       | Galatasaray      | prestito oneroso (6,4 milioni €) con diritto di riscatto      |
| A                | Mateo Retegui        | Genoa            | definitivo (22 milioni €)                                     |
| Altre operazioni |                      |                  |                                                               |
| R.               | Nome                 | da               | Modalità                                                      |
| P                | Pierluigi Gollini    | Napoli           | fine prestito                                                 |
| D                | Max Alexander Bilac  | Dinamo Zagabria  | definitivo                                                    |
| D                | Giorgio Cittadini    | Genoa            | fine prestito                                                 |
| D                | Caleb Okoli          | Frosinone        | fine prestito                                                 |
| D                | Brandon Soppy        | Schalke 04       | fine prestito                                                 |
| C                | Lorenzo Bernasconi   | Cremonese        | diritto di riscatto esercitato (950 mila €)                   |
| C                | Samuel Giovane       | Ascoli           | fine prestito                                                 |
| C                | Viktor Kovalenko     | Empoli           | fine prestito                                                 |
| C                | Alessandro Mallamo   | Südtirol         | fine prestito                                                 |
| C                | Andrea Olivieri      | Catanzaro        | fine prestito                                                 |
| C                | Federico Zuccon      | Cosenza          | fine prestito                                                 |
| A                | Nicolò Cambiaghi     | Empoli           | fine prestito                                                 |
| A                | Roberto Piccoli      | Lecce            | fine prestito                                                 |
| A                | Simone Mazzocchi     | Cosenza          | fine prestito                                                 |

| Cessioni         | Cessioni           | Cessioni        | Cessioni                                                   |
| R.               | Nome               | a               | Modalità                                                   |
| ---------------- | ------------------ | --------------- | ---------------------------------------------------------- |
| P                | Juan Musso         | Atlético Madrid | prestito con obbligo di riscatto                           |
| D                | Emil Holm          | Spezia          | fine prestito                                              |
| D                | José Luis Palomino |                 | svincolato                                                 |
| D                | Nadir Zortea       | Cagliari        | definitivo                                                 |
| D                | Giovanni Bonfanti  | Pisa            | prestito                                                   |
| D                | Mitchel Bakker     | Lilla           | prestito                                                   |
| D                | Hans Hateboer      | Rennes          | definitivo (2,6 milioni €)                                 |
| C                | Michel Adopo       | Cagliari        | prestito con diritto di riscatto                           |
| C                | Teun Koopmeiners   | Juventus        | definitivo (51,3 milioni €)                                |
| A                | Aleksej Mirančuk   | Atlanta United  | definitivo (11,8 milioni €)                                |
| A                | Duván Zapata       | Torino          | riscatto prestito (5,6 milioni €)                          |
| A                | El Bilal Touré     | Stoccarda       | prestito (4 milioni €) con diritto riscatto (14 milioni €) |
| Altre operazioni |                    |                 |                                                            |
| R.               | Nome               | a               | Modalità                                                   |
| P                | Pierluigi Gollini  | Genoa           | prestito con diritto di riscatto                           |
| D                | Giorgio Cittadini  | Frosinone       | prestito                                                   |
| D                | Caleb Okoli        | Leicester City  | definitivo (14 milioni €)                                  |
| C                | Samuel Giovane     | Carrarese       | prestito                                                   |
| C                | Andrea Olivieri    | Bari            | prestito                                                   |
| C                | Viktor Kovalenko   |                 | rescissione consensuale                                    |
| C                | Federico Zuccon    | Juve Stabia     | prestito                                                   |
| A                | Nicolò Cambiaghi   | Bologna         | definitivo (10 milioni €)                                  |
| A                | Ebrima Colley      | Young Boys      | definitivo (1,65 milioni €)                                |
| A                | Giuseppe Di Serio  | Spezia          | definitivo (1,5 milioni €)                                 |
| A                | Roberto Piccoli    | Cagliari        | prestito con diritto di riscatto                           |
| A                | Simone Mazzocchi   | Cosenza         | prestito con obbligo di riscatto                           |

### Sessione invernale(dal 2/1 al 1/2)
| Acquisti         | Acquisti          | Acquisti       | Acquisti                   |
| R.               | Nome              | da             | Modalità                   |
| ---------------- | ----------------- | -------------- | -------------------------- |
| C                | Daniel Maldini    | Monza          | definitivo (14 milioni €)  |
| D                | Stefan Posch      | Bologna        | prestito (1 milione €)     |
| Altre operazioni |                   |                |                            |
| R.               | Nome              | da             | Modalità                   |
| P                | Pierluigi Gollini | Genoa          | fine prestito              |
| C                | Federico Zuccon   | Juve Stabia    | fine prestito              |
| A                | Edoardo Lonardo   | Sambenedettese | definitivo (0,4 milioni €) |

| Cessioni         | Cessioni          | Cessioni     | Cessioni                   |
| R.               | Nome              | a            | Modalità                   |
| ---------------- | ----------------- | ------------ | -------------------------- |
| D                | Ben Godfrey       | Ipswich Town | prestito                   |
| A                | Nicolò Zaniolo    | Galatasaray  | fine prestito              |
| Altre operazioni |                   |              |                            |
| R.               | Nome              | a            | Modalità                   |
| P                | Pierluigi Gollini | Roma         | definitivo (0,8 milioni €) |
| C                | Federico Zuccon   | Salernitana  | prestito                   |

## Risultati

### Serie A

#### Girone di andata
| Arbitro: | Massa (Imperia) |

|  |           |                                              |
|  | Marcatori | 35’, 66’ Brescianini 45’, 57’ (rig.) Retegui |

| Arbitro: | Rapuano (Rimini) |

|                    |           |             |
| Ilić 31’ Adams 49’ | Marcatori | 26’ Retegui |

| Arbitro: | Marchetti (Ostia Lido) |

|                                                |           |  |
| Djimsiti 3’ (aut.) Barella 10’ Thuram 47’, 56’ | Marcatori |  |

| Arbitro: | Sacchi (Macerata) |

|                                            |           |                              |
| Retegui 21’ De Ketelaere 45’ Lookman 45+1’ | Marcatori | 15’ Martínez Quarta 32’ Kean |

| Arbitro: | Tremolada (Monza) |

|                                     |           |                                               |
| Zappacosta 18’ Lookman 90+9’ (rig.) | Marcatori | 46’ Strefezza 54’ (aut.) Kolašinac 58’ Fadera |

| Arbitro: | Rapuano (Rimini) |

|            |           |               |
| Castro 46’ | Marcatori | 90’ Samardžić |

| Arbitro: | Chiffi (Padova) |

|                                                      |           |             |
| Retegui 24’, 50’, 74’ (rig.) Éderson 60’ De Roon 80’ | Marcatori | 83’ Ekhator |

| Arbitro: | Zufferli (Udine) |

|  |           |                        |
|  | Marcatori | 7’ Pašalić 47’ Retegui |

| Arbitro: | Feliciani (Teramo) |

|                                                              |           |          |
| De Roon 6’ Retegui 9’, 58’ De Ketelaere 14’ Lookman 29’, 34’ | Marcatori | 42’ Sarr |

| Arbitro: | Piccinini (Forlì) |

|                              |           |  |
| Samardžić 70’ Zappacosta 88’ | Marcatori |  |

| Arbitro: | Doveri (Roma 1) |

|  |           |                                |
|  | Marcatori | 10’, 31’ Lookman 90+2’ Retegui |

| Arbitro: | Di Bello (Brindisi) |

|                                 |           |                 |
| Pašalić 56’ I. Touré 60’ (aut.) | Marcatori | 45+3’ H. Kamara |

| Arbitro: | Manganiello (Pinerolo) |

|                 |           |                                    |
| Cancellieri 49’ | Marcatori | 4’ Retegui 39’ Éderson 75’ Lookman |

| Arbitro: | Guida (Torre Annunziata) |

|  |           |                         |
|  | Marcatori | 69’ De Roon 88’ Zaniolo |

| Arbitro: | La Penna (Roma 1) |

|                              |           |            |
| De Ketelaere 12’ Lookman 87’ | Marcatori | 22’ Morata |

| Arbitro: | Pairetto (Nichelino) |

|  |           |             |
|  | Marcatori | 66’ Zaniolo |

| Arbitro: | Feliciani (Teramo) |

|                                     |           |                                 |
| De Ketelaere 34’, 86’ Lookman 45+1’ | Marcatori | 13’ Colombo 57’ (rig.) Esposito |

| Arbitro: | Massa (Imperia) |

|                  |           |                 |
| Dele-Bashiru 27’ | Marcatori | 88’ Brescianini |

| Arbitro: | Doveri (Roma 1) |

|             |           |            |
| Retegui 78’ | Marcatori | 54’ Kalulu |

#### Girone di ritorno
| Udine 11 gennaio 2025, ore 15:00 CET 20ª giornata | Udinese           | 0 – 0 referto | Atalanta | Stadio Friuli (21 727 spett.)\| Arbitro: \| Mariani (Aprilia) \| |
| Arbitro:                                          | Mariani (Aprilia) |               |          |                                                                  |

| Arbitro: | Colombo (Como) |

|                         |           |                                       |
| Retegui 16’ Lookman 55’ | Marcatori | 27’ Politano 40’ McTominay 79’ Lukaku |

| Arbitro: | Pairetto (Nichelino) |

|         |           |                  |
| Paz 30’ | Marcatori | 56’, 70’ Retegui |

| Arbitro: | Piccinini (Forlì) |

|              |           |             |
| Djimsiti 35’ | Marcatori | 40’ Maripán |

| Arbitro: | Sozza (Seregno) |

|  |           |                                        |
|  | Marcatori | 21’, 25’, 44’, 56’ Retegui 37’ Éderson |

| Bergamo 15 febbraio 2025, ore 15:00 CET 25ª giornata | Atalanta               | 0 – 0 referto | Cagliari | Gewiss Stadium (21 485 spett.)\| Arbitro: \| Marchetti (Ostia Lido) \| |
| Arbitro:                                             | Marchetti (Ostia Lido) |               |          |                                                                        |

| Arbitro: | Mariani (Aprilia) |

|  |           |                                                              |
|  | Marcatori | 27’ (aut.) Gyasi 33’ Retegui 43’, 55’ Lookman 74’ Zappacosta |

| Bergamo 1º marzo 2025, ore 15:00 CET 27ª giornata | Atalanta         | 0 – 0 referto | Venezia | Gewiss Stadium (21 991 spett.)\| Arbitro: \| Collu (Cagliari) \| |
| Arbitro:                                          | Collu (Cagliari) |               |         |                                                                  |

| Arbitro: | Sozza (Seregno) |

|  |           |                                                           |
|  | Marcatori | 29’ (rig.) Retegui 46’ de Roon 66’ Zappacosta 77’ Lookman |

| Arbitro: | Massa (Imperia) |

|  |           |                                    |
|  | Marcatori | 54’ Carlos Augusto 87’ L. Martínez |

| Arbitro: | Doveri (Roma 1) |

|          |           |  |
| Kean 45’ | Marcatori |  |

| Arbitro: | Chiffi (Padova) |

|  |           |             |
|  | Marcatori | 54’ Isaksen |

| Arbitro: | Mariani (Aprilia) |

|                        |           |  |
| Retegui 3’ Pašalić 21’ | Marcatori |  |

| Arbitro: | Piccinini (Forlì) |

|  |           |             |
|  | Marcatori | 62’ Éderson |

| Arbitro: | La Penna (Roma 1) |

|                    |           |                     |
| Retegui 69’ (rig.) | Marcatori | 29’ (rig.) Karlsson |

| Arbitro: | Pairetto (Nichelino) |

|  |           |                                                   |
|  | Marcatori | 12’, 23’ De Ketelaere 47’ Lookman 89’ Brescianini |

| Arbitro: | Sozza (Seregno) |

|                         |           |               |
| Lookman 9’ Sulemana 76’ | Marcatori | 32’ Cristante |

| Arbitro: | Ghersini (Genova) |

|                    |           |                                      |
| Pinamonti 37’, 58’ | Marcatori | 47’ Sulemana 63’ Maldini 89’ Retegui |

| Arbitro: | Marinelli (Tivoli) |

|                  |           |                                 |
| Maldini 32’, 33’ | Marcatori | 49’ Hainaut 71’, 90+1’ Ondrejka |

### Coppa Italia

#### Fase finale
| Arbitro: | Perenzoni (Rovereto) |

|                                                                       |           |            |
| Zappacosta 4’ De Ketelaere 8’, 35’ Samardžić 27’, 71’ Brescianini 54’ | Marcatori | 90’ Ceesay |

| Arbitro: | Marinelli (Tivoli) |

|  |           |            |
|  | Marcatori | 80’ Castro |

### UEFA Champions League

#### Fase campionato
| Bergamo 19 settembre 2024, ore 21:00 CEST 1ª giornata | Atalanta | 0 – 0 referto | Arsenal | Gewiss Stadium (22 858 spett.)\| Arbitro: \| Turpin \| |
| Arbitro:                                              | Turpin   |               |         |                                                        |

| Arbitro: | Pinheiro |

|  |           |                                        |
|  | Marcatori | 21’ Djimsiti 44’ Lookman 48’ Bellanova |

| Bergamo 23 ottobre 2024, ore 18:45 CEST 3ª giornata | Atalanta | 0 – 0 referto | Celtic | Gewiss Stadium (22 751 spett.)\| Arbitro: \| Peljto \| |
| Arbitro:                                            | Peljto   |               |        |                                                        |

| Arbitro: | Obrenovič |

|  |           |                         |
|  | Marcatori | 51’ Lookman 88’ Zaniolo |

| Arbitro: | Lukjančukas |

|              |           |                                                                   |
| Ganvoula 11’ | Marcatori | 9’, 39’ Retegui 28’, 56’ De Ketelaere 32’ Kolašinac 90’ Samardžić |

| Arbitro: | Marciniak |

|                                       |           |                                        |
| De Ketelaere 45+2’ (rig.) Lookman 65’ | Marcatori | 10’ Mbappé 56’ Vinícius 59’ Bellingham |

| Arbitro: | Rumšas |

|                                                                        |           |  |
| Retegui 12’ Pašalić 58’ De Ketelaere 63’ Lookman 90’ Brescianini 90+4’ | Marcatori |  |

| Arbitro: | Oliver |

|                      |           |                         |
| Yamal 47’ Araújo 72’ | Marcatori | 67’ Éderson 79’ Pašalić |

#### Fase a eliminazione diretta
| Arbitro: | Umut Meler |

|                                 |           |             |
| Jutglà 15’ Nilsson 90+4’ (rig.) | Marcatori | 41’ Pašalić |

| Arbitro: | Zwayer |

|             |           |                            |
| Lookman 46’ | Marcatori | 3’, 27’ Talbi 45+3’ Jutglà |

### Supercoppa italiana
| Arbitro: | Chiffi (Padova) |

|                   |           |  |
| Dumfries 49’, 61’ | Marcatori |  |

### Supercoppa UEFA
| Arbitro: | Schärer |

|                         |           |  |
| Valverde 59’ Mbappé 68’ | Marcatori |  |

## Statistiche finali

### Statistiche di squadra
| Competizione        | Punti | In casa | In casa | In casa | In casa | In casa | In casa | In trasferta | In trasferta | In trasferta | In trasferta | In trasferta | In trasferta | In campo neutro | In campo neutro | In campo neutro | In campo neutro | In campo neutro | In campo neutro | Totale | Totale | Totale | Totale | Totale | Totale | DR  |
| Competizione        | Punti | G       | V       | N       | P       | Gf      | Gs      | G            | V            | N            | P            | Gf           | Gs           | G               | V               | N               | P               | Gf              | Gs              | G      | V      | N      | P      | Gf     | Gs     | DR  |
| ------------------- | ----- | ------- | ------- | ------- | ------- | ------- | ------- | ------------ | ------------ | ------------ | ------------ | ------------ | ------------ | --------------- | --------------- | --------------- | --------------- | --------------- | --------------- | ------ | ------ | ------ | ------ | ------ | ------ | --- |
| Serie A             | 74    | 19      | 9       | 5       | 5       | 36      | 24      | 19           | 13           | 3            | 3            | 42           | 13           | 0               | 0               | 0               | 0               | 0               | 0               | 38     | 22     | 8      | 8      | 78     | 37     | +41 |
| Coppa Italia        | -     | 2       | 1       | 0       | 1       | 6       | 2       | 0            | 0            | 0            | 0            | 0            | 0            | 0               | 0               | 0               | 0               | 0               | 0               | 2      | 1      | 0      | 1      | 6      | 2      | +4  |
| Champions League    | 15    | 5       | 1       | 2       | 2       | 8       | 6       | 5            | 3            | 1            | 1            | 14           | 5            | 0               | 0               | 0               | 0               | 0               | 0               | 10     | 4      | 3      | 3      | 22     | 11     | +11 |
| Supercoppa italiana | -     | 0       | 0       | 0       | 0       | 0       | 0       | 0            | 0            | 0            | 0            | 0            | 0            | 1               | 0               | 0               | 1               | 0               | 2               | 1      | 0      | 0      | 1      | 0      | 2      | -2  |
| Supercoppa UEFA     | -     | -       | -       | -       | -       | -       | -       | -            | -            | -            | -            | -            | -            | 1               | 0               | 0               | 1               | 0               | 2               | 1      | 0      | 0      | 1      | 0      | 2      | -2  |
| Totale              | -     | 26      | 11      | 7       | 8       | 50      | 32      | 24           | 16           | 4            | 4            | 56           | 18           | 2               | 0               | 0               | 2               | 0               | 4               | 52     | 27     | 11     | 14     | 106    | 54     | +52 |

### Andamento in campionato
| Giornata  | 1 | 2 | 3  | 4 | 5  | 6  | 7 | 8 | 9 | 10 | 11 | 12 | 13 | 14 | 15 | 16 | 17 | 18 | 19 | 20 | 21 | 22 | 23 | 24 | 25 | 26 | 27 | 28 | 29 | 30 | 31 | 32 | 33 | 34 | 35 | 36 | 37 | 38 |
| --------- | - | - | -- | - | -- | -- | - | - | - | -- | -- | -- | -- | -- | -- | -- | -- | -- | -- | -- | -- | -- | -- | -- | -- | -- | -- | -- | -- | -- | -- | -- | -- | -- | -- | -- | -- | -- |
| Luogo     | T | T | T  | C | C  | T  | C | T | C | C  | T  | C  | T  | T  | C  | T  | C  | T  | C  | T  | C  | T  | C  | T  | C  | T  | C  | T  | C  | T  | C  | C  | T  | C  | T  | C  | T  | C  |
| Risultato | V | P | P  | V | P  | N  | V | V | V | V  | V  | V  | V  | V  | V  | V  | V  | N  | N  | N  | P  | V  | N  | V  | N  | V  | N  | V  | P  | P  | P  | V  | V  | N  | V  | V  | V  | P  |
| Posizione | 1 | 8 | 11 | 9 | 12 | 12 | 8 | 6 | 5 | 3  | 3  | 2  | 2  | 2  | 1  | 1  | 1  | 1  | 3  | 3  | 3  | 3  | 3  | 3  | 3  | 3  | 3  | 3  | 3  | 3  | 3  | 3  | 3  | 3  | 3  | 3  | 3  | 3  |

Legenda:

Luogo: C = Casa; T = Trasferta. Risultato: V = Vittoria; N = Pareggio; P = Sconfitta.

### Statistiche dei giocatori
| Giocatore       | Serie A  | Serie A | Serie A     | Serie A    | Coppa Italia | Coppa Italia | Coppa Italia | Coppa Italia | Champions League | Champions League | Champions League | Champions League | Supercoppa Italiana + Supercoppa UEFA | Supercoppa Italiana + Supercoppa UEFA | Supercoppa Italiana + Supercoppa UEFA | Supercoppa Italiana + Supercoppa UEFA | Totale   | Totale | Totale      | Totale     |
| Giocatore       | Presenze | Reti    | Ammonizioni | Espulsioni | Presenze     | Reti         | Ammonizioni  | Espulsioni   | Presenze         | Reti             | Ammonizioni      | Espulsioni       | Presenze                              | Reti                                  | Ammonizioni                           | Espulsioni                            | Presenze | Reti   | Ammonizioni | Espulsioni |
| --------------- | -------- | ------- | ----------- | ---------- | ------------ | ------------ | ------------ | ------------ | ---------------- | ---------------- | ---------------- | ---------------- | ------------------------------------- | ------------------------------------- | ------------------------------------- | ------------------------------------- | -------- | ------ | ----------- | ---------- |
| R. Bellanova    | 33       | 0       | 3           | 0          | 1            | 0            | 0            | 0            | 8                | 1                | 1                | 0                | 0+-                                   | 0                                     | 0                                     | 0                                     | 42       | 1      | 4           | 0          |
| M. Bakker       | 1        | 0       | 0           | 0          | -            | -            | -            | -            | -                | -                | -                | -                | -+1                                   | 0                                     | 0                                     | 0                                     | 2        | 0      | 0           | 0          |
| M. Brescianini  | 29       | 4       | 1           | 0          | 2            | 1            | 0            | 0            | 6                | 1                | 1                | 0                | 1+-                                   | 0                                     | 0                                     | 0                                     | 38       | 6      | 2           | 0          |
| M. Carnesecchi  | 34       | -34     | 0           | 0          | 0            | 0            | 0            | 0            | 9                | -9               | 0                | 0                | 1+0                                   | -2                                    | 0                                     | 0                                     | 44       | -45    | 0           | 0          |
| F. Cassa        | 2        | 0       | 0           | 0          | 0            | 0            | 0            | 0            | 0                | 0                | 0                | 0                | -+0                                   | 0                                     | 0                                     | 0                                     | 2        | 0      | 0           | 0          |
| J. Cuadrado     | 23       | 0       | 3           | 0          | 1            | 0            | 0            | 0            | 8                | 0                | 1                | 0                | 0+-                                   | 0                                     | 0                                     | 0                                     | 32       | 0      | 4           | 0          |
| C. De Ketelaere | 36       | 7       | 1           | 0          | 2            | 2            | 0            | 0            | 10               | 4                | 0                | 0                | 1+1                                   | 0                                     | 0                                     | 0                                     | 50       | 13     | 1           | 0          |
| M. de Roon      | 36       | 4       | 5           | 0          | 2            | 0            | 1            | 0            | 10               | 0                | 2                | 0                | 1+1                                   | 0                                     | 0                                     | 0                                     | 50       | 4      | 8           | 0          |
| B. Djimsiti     | 34       | 1       | 6           | 0          | 2            | 0            | 1            | 0            | 9                | 1                | 1                | 0                | 1+1                                   | 0                                     | 0+1                                   | 0                                     | 47       | 2      | 9           | 0          |
| Éderson         | 37       | 4       | 5           | 1          | 1            | 0            | 0            | 0            | 9                | 1                | 4                | 0                | 1+1                                   | 0                                     | 0+1                                   | 0                                     | 49       | 5      | 10          | 1          |
| B. Godfrey      | 1        | 0       | 0           | 0          | 1            | 0            | 0            | 0            | 2                | 0                | 0                | 0                | 0+1                                   | 0                                     | 0                                     | 0                                     | 5        | 0      | 0           | 0          |
| I. Hien         | 30       | 0       | 10          | 0          | 2            | 0            | 0            | 0            | 8                | 0                | 2                | 0                | 1+1                                   | 0                                     | 0                                     | 0                                     | 42       | 0      | 12          | 0          |
| S. Kolašinac    | 23       | 0       | 6           | 0          | 0            | 0            | 0            | 0            | 9                | 1                | 2                | 0                | 1+1                                   | 0                                     | 0                                     | 0                                     | 34       | 1      | 8           | 0          |
| O. Kossounou    | 18       | 0       | 1           | 0          | 0            | 0            | 0            | 0            | 4                | 0                | 1                | 0                | 1+0                                   | 0                                     | 0                                     | 0                                     | 23       | 0      | 2           | 0          |
| A. Lookman      | 31       | 15      | 3           | 0          | 0            | 0            | 0            | 0            | 7                | 5                | 0                | 0                | 1+1                                   | 0                                     | 0                                     | 0                                     | 40       | 20     | 3           | 0          |
| D. Maldini      | 10       | 3       | 0           | 0          | 1            | 0            | 0            | 0            | 0                | 0                | 0                | 0                | -                                     | -                                     | -                                     | -                                     | 11       | 3      | 0           | 0          |
| A. Manzoni      | 1        | 0       | 0           | 0          | 0            | 0            | 0            | 0            | 0                | 0                | 0                | 0                | -+1                                   | 0                                     | 0                                     | 0                                     | 2        | 0      | 0           | 0          |
| J. Musso        | 1        | -0      | 0           | 0          | -            | -            | -            | -            | -                | -                | -                | -                | -+1                                   | -2                                    | 0                                     | 0                                     | 2        | -2     | 0           | 0          |
| M. Palestra     | 9        | 0       | 0           | 0          | 1            | 0            | 0            | 0            | 3                | 0                | 0                | 0                | 1+1                                   | 0                                     | 0                                     | 0                                     | 15       | 0      | 0           | 0          |
| M. Pašalić      | 34       | 3       | 1           | 0          | 2            | 0            | 0            | 0            | 10               | 3                | 1                | 0                | 0+1                                   | 0                                     | 0                                     | 0                                     | 47       | 6      | 2           | 0          |
| R. Patricio     | 3        | -3      | 0           | 0          | 2            | -1           | 0            | 0            | 1                | -2               | 0                | 0                | 0+-                                   | 0                                     | 0                                     | 0                                     | 6        | -6     | 0           | 0          |
| S. Posch        | 5        | 0       | 0           | 0          | 1            | 0            | 0            | 0            | 2                | 0                | 0                | 0                | -                                     | -                                     | -                                     | -                                     | 8        | 0      | 0           | 0          |
| M. Retegui      | 36       | 25      | 3           | 0          | 2            | 0            | 0            | 0            | 10               | 3                | 0                | 0                | 0+1                                   | 0                                     | 0                                     | 0                                     | 49       | 28     | 3           | 0          |
| F. Rossi        | 0        | 0       | 0           | 0          | 1            | -1           | 0            | 0            | 0                | 0                | 0                | 0                | 0+0                                   | 0                                     | 0                                     | 0                                     | 1        | -1     | 0           | 0          |
| M. Ruggeri      | 30       | 0       | 2           | 0          | 0            | 0            | 0            | 0            | 6                | 0                | 0                | 0                | 1+1                                   | 0                                     | 0                                     | 0                                     | 38       | 0      | 2           | 0          |
| L. Samardžić    | 31       | 2       | 3           | 0          | 2            | 2            | 0            | 0            | 8                | 1                | 1                | 0                | 1+-                                   | 0                                     | 0                                     | 0                                     | 42       | 5      | 4           | 0          |
| G. Scalvini     | 6        | 0       | 2           | 0          | 0            | 0            | 0            | 0            | 1                | 0                | 0                | 0                | 1+0                                   | 0                                     | 1+0                                   | 0                                     | 8        | 0      | 3           | 0          |
| G. Scamacca     | 1        | 0       | 0           | 0          | 0            | 0            | 0            | 0            | 0                | 0                | 0                | 0                | 0+0                                   | 0                                     | 0                                     | 0                                     | 1        | 0      | 0           | 0          |
| I. Sulemana     | 9        | 2       | 1           | 0          | 1            | 0            | 0            | 0            | 0                | 0                | 0                | 0                | 0+0                                   | 0                                     | 0                                     | 0                                     | 10       | 2      | 1           | 0          |
| R. Tolói        | 11       | 0       | 1           | 0          | 2            | 0            | 1            | 0            | 4                | 0                | 1                | 1                | 0+0                                   | 0                                     | 0                                     | 0                                     | 17       | 0      | 3           | 1          |
| V. Vlahović     | 3        | 0       | 0           | 0          | 0            | 0            | 0            | 0            | 0                | 0                | 0                | 0                | 0+-                                   | 0                                     | 0                                     | 0                                     | 3        | 0      | 0           | 0          |
| N. Zaniolo      | 14       | 2       | 4           | 0          | 1            | 0            | 0            | 0            | 7                | 1                | 1                | 0                | 1+0                                   | 0                                     | 0                                     | 0                                     | 23       | 3      | 5           | 0          |
| D. Zappacosta   | 30       | 4       | 3           | 0          | 2            | 1            | 0            | 0            | 9                | 0                | 0                | 0                | 1+1                                   | 0                                     | 0                                     | 0                                     | 43       | 5      | 3           | 0          |